# Trzin
Trzin (in tedesco Tersain, desueto) è un comune di 3 385 abitanti della Slovenia centrale.